# Natação nos Jogos Pan-Americanos de 2023 - 200 m livre masculino
A competição de 200 m livre masculino da natação nos Jogos Pan-Americanos de 2023 foi disputada em 22 de outubro no Centro Acuático Estadio Nacional, em Santiago, no Chile. No total, competiram 24 atletas de 19 Comitês Olímpicos Nacionais (CON).

## Calendário
Horário local (UTC-4).
| Data          | Horário | Fase          |
| ------------- | ------- | ------------- |
| 22 de outubro | 09:13   | Eliminatórias |
| 22 de outubro | 16:11   | Final B       |
| 22 de outubro | 16:15   | Final A       |

## Medalhistas
| Ouro   | USA Coby Carrozza  |
| Prata  | MEX Jorge Iga      |
| Bronze | BRA Murilo Sartori |

## Recordes
Antes desta competição, os recordes mundiais e dos Jogos Pan-Americanos da prova eram os seguintes:
| Tipo                             | Atleta              | Tempo   | Local   | Data                |
| -------------------------------- | ------------------- | ------- | ------- | ------------------- |
|                                  | GER Paul Biedermann | 1m42s00 | Roma    | 28 de julho de 2009 |
| Recorde dos Jogos Pan-Americanos | BRA João de Lucca   | 1m46s42 | Toronto | 15 de julho de 2015 |

## Resultados

### Eliminatórias
Qualificação: Os oito mais rápidos (QA) qualificam-se para a final A e os próximos oito mais rápidos (QB) qualificam-se para a final B.
As eliminatórias foram realizadas em 22 de outubro.
| Pos. | Bateria | Raia | Atleta               | Nacionalidade                       | Tempo   | Notas |
| ---- | ------- | ---- | -------------------- | ----------------------------------- | ------- | ----- |
| 1    | 2       | 3    | Breno Correia        | BRA Brasil                          | 1:47.59 | QA    |
| 2    | 2       | 4    | Murilo Sartori       | BRA Brasil                          | 1:47.63 | QA    |
| 3    | 3       | 4    | Fernando Scheffer    | BRA Brasil                          | 1:48.03 | QB    |
| 4    | 2       | 5    | Zane Grothe          | USA Estados Unidos                  | 1:48.17 | QA    |
| 5    | 1       | 4    | Coby Carrozza        | USA Estados Unidos                  | 1:49.10 | QA    |
| 6    | 1       | 5    | Alfonso Mestre       | VEN Venezuela                       | 1:49.33 | QA    |
| 7    | 3       | 5    | Jorge Iga            | MEX México                          | 1:49.51 | QA    |
| 8    | 1       | 3    | Jeremy Bagshaw       | CAN Canadá                          | 1:49.74 | QA    |
| 9    | 3       | 3    | Javier Acevedo       | CAN Canadá                          | 1:50.28 | WD    |
| 10   | 1       | 6    | Santiago Corredor    | COL Colômbia                        | 1:50.49 | QA    |
| 11   | 2       | 6    | Héctor Ruvalcaba     | MEX México                          | 1:50.52 | QB    |
| 12   | 3       | 6    | Joaquín Vargas       | PER Peru                            | 1:51.18 | QB    |
| 13   | 3       | 2    | Nikoli Blackman      | TTO Trinidad e Tobago               | 1:51.88 | QB    |
| 14   | 2       | 7    | Noah Mascoll-Gomes   | ANT Antígua e Barbuda               | 1:55.42 | QB    |
| 15   | 2       | 2    | James Allison        | CAY Ilhas Cayman                    | 1:55.45 | QB    |
| 16   | 3       | 1    | Isaac Beitia         | PAN Panamá                          | 1:55.68 | QB    |
| 17   | 1       | 2    | Gabriel Martínez     | HON Honduras                        | 1:55.69 | QB    |
| 18   | 1       | 1    | Christopher Gossmann | EAI Equipe de Atletas Independentes | 1:55.87 |       |
| 19   | 3       | 7    | Alberto Vega         | CRC Costa Rica                      | 1:56.27 |       |
| 20   | 3       | 8    | Gabriel Araya        | CHI Chile                           | 1:57.19 |       |
| 21   | 2       | 1    | Sam Williamson       | BER Bermudas                        | 1:57.37 |       |
| 22   | 2       | 8    | Luke Thompson        | BAH Bahamas                         | 1:58.70 |       |
| 23   | 1       | 8    | Diego Aranda         | URU Uruguai                         | 2:01.53 |       |
| 24   | 1       | 7    | José Campo           | ESA El Salvador                     | 2:03.46 |       |

### Final B
A final B foi realizada em 22 de outubro.
| Pos. | Raia | Atleta             | Nacionalidade         | Tempo   | Notas |
| ---- | ---- | ------------------ | --------------------- | ------- | ----- |
| 9    | 3    | Joaquín Vargas     | PER Peru              | 1:50.75 |       |
| 10   | 4    | Fernando Scheffer  | BRA Brasil            | 1:51.21 |       |
| 11   | 5    | Héctor Ruvalcaba   | MEX México            | 1:51.39 |       |
| 12   | 6    | Nikoli Blackman    | TTO Trinidad e Tobago | 1:52.92 |       |
| 13   | 7    | James Allison      | CAY Ilhas Cayman      | 1:53.19 |       |
| 14   | 2    | Noah Mascoll-Gomes | ANT Antígua e Barbuda | 1:54.69 |       |
| 15   | 1    | Isaac Beitia       | PAN Panamá            | 1:56.17 |       |
| 16   | 8    | Gabriel Martínez   | HON Honduras          | 1:56.36 |       |

### Final A
A final A foi realizada em 22 de outubro.
| Pos. | Raia | Atleta            | Nacionalidade      | Tempo   | Notas |
| ---- | ---- | ----------------- | ------------------ | ------- | ----- |
| 01 ! | 6    | Coby Carrozza     | USA Estados Unidos | 1:47.37 |       |
| 02 ! | 7    | Jorge Iga         | MEX México         | 1:47.56 |       |
| 03 ! | 5    | Murilo Sartori    | BRA Brasil         | 1:47.95 |       |
| 4    | 3    | Zane Grothe       | USA Estados Unidos | 1:48.00 |       |
| 5    | 4    | Breno Correia     | BRA Brasil         | 1:48.22 |       |
| 6    | 2    | Alfonso Mestre    | VEN Venezuela      | 1:49.29 |       |
| 7    | 1    | Jeremy Bagshaw    | CAN Canadá         | 1:49.66 |       |
| 8    | 8    | Santiago Corredor | COL Colômbia       | 1:50.10 |       |

Legenda
| Recorde mundial                  | Recorde mundial (World record)               |                       | Recorde africano                      | Recorde africano (African) |                                           | Q | Classificado por posição (Qualified) |
| Recorde dos Jogos Pan-Americanos | Recorde pan-americano (Pan-American record)  | Recorde da América    | Recorde da América (Americas)         | q                          | Classificado por melhor tempo (Qualified) |   |                                      |
| Melhor marca do ano              | Melhor marca do ano (World leading)          | Recorde asiático      | Recorde asiático (Asian)              | DNS                        | Não largou (Did not start)                |   |                                      |
| Recorde nacional                 | Recorde nacional (National record)           | Recorde europeu       | Recorde europeu (European)            | DNF                        | Não terminou (Did not finish)             |   |                                      |
| Recorde pessoal                  | Recorde pessoal do atleta (Personal best)    | Recorde da Oceania    | Recorde da Oceania (Oceania)          | DSQ / DQ                   | Desclassificado (Disqualified)            |   |                                      |
| Recorde da temporada             | Recorde da temporada do atleta (Season best) | Recorde sul-americano | Recorde sul-americano (South America) | NM                         | Sem marca (No mark)                       |   |                                      |